# ペニャル・ディファク自然公園
ペニャル・ディファク自然公園（カタルーニャ語: Parc Natural del Penyal d'Ifac, スペイン語: Parque Natural del Peñón de Ifach）は、スペイン・バレンシア州アリカンテ県カルペにある自然公園。バレンシア州政府によって指定されている。

## 特徴
ペニャル・ディファク（カタルーニャ語: Penyal d'Ifac）またはペニョン・デ・イファク（スペイン語: Peñón de Ifach）は石灰岩によって形成された岩山であり、砂州によってカルペの町とつながっている陸繋島である。固有種を多く含む数多くの希少な植物、300種以上の動物、海鳥や他の鳥類のコロニーがある。この岩山の標高は332mであり、ジブラルタルの岩と比較してフェニキア人には「北の岩山」として知られていた。
岩山とカルペの町との間にはレス・サリーナスと呼ばれる潟湖があり、その周囲は湿地帯となっている。自然保護運動の結果、1987年1月に自然公園に指定された。自然公園の範囲は海抜0mから332mの頂上まで岩山のすべてを含んでいる。範囲はわずか45ヘクタールであり、スペインでも小規模な自然公園である。岩山の頂上からは周囲の風景を一望でき、よく晴れた日にはバレアレス諸島のイビサ島まで見渡すことができる。

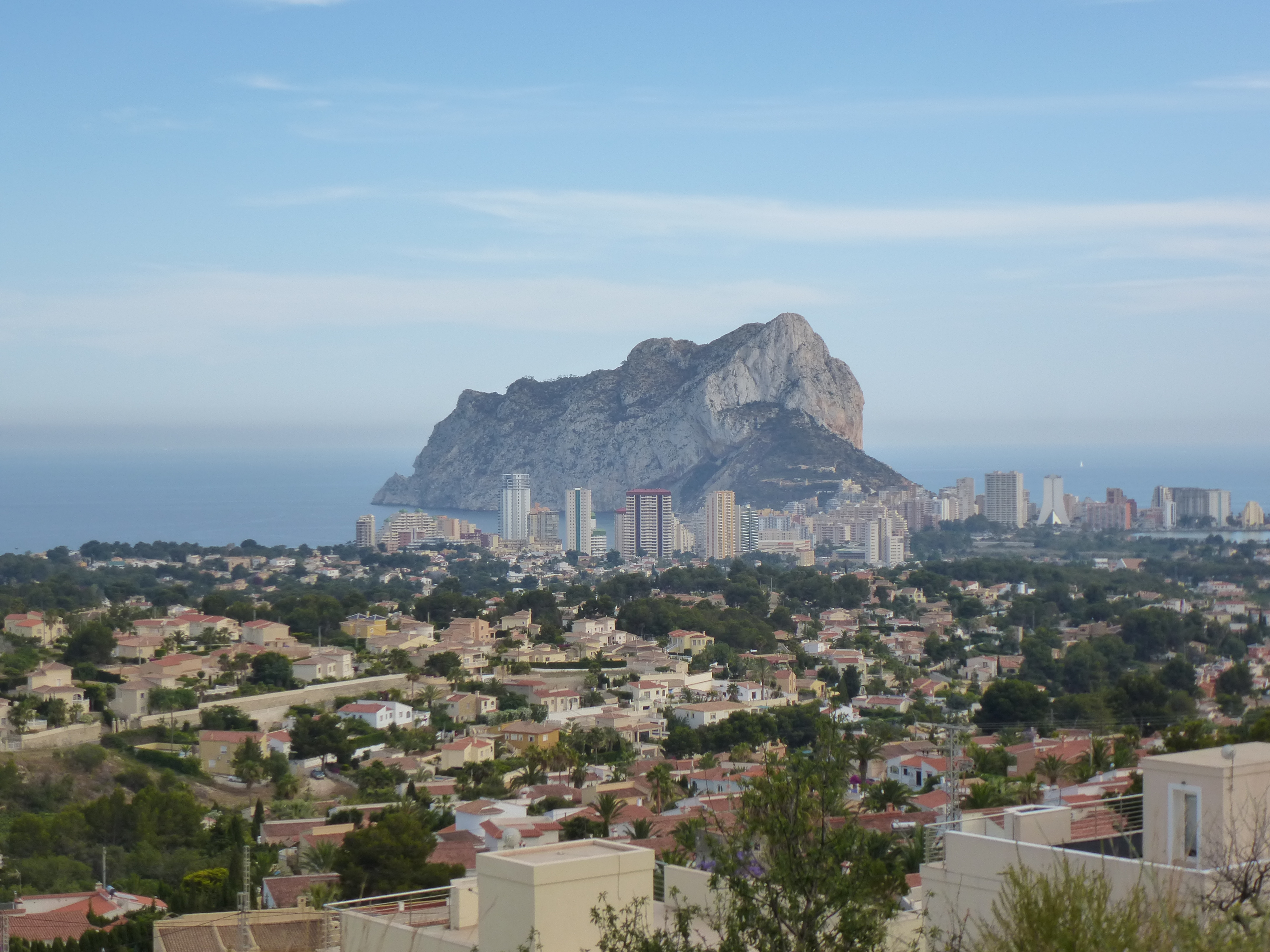
カルペの町と岩山
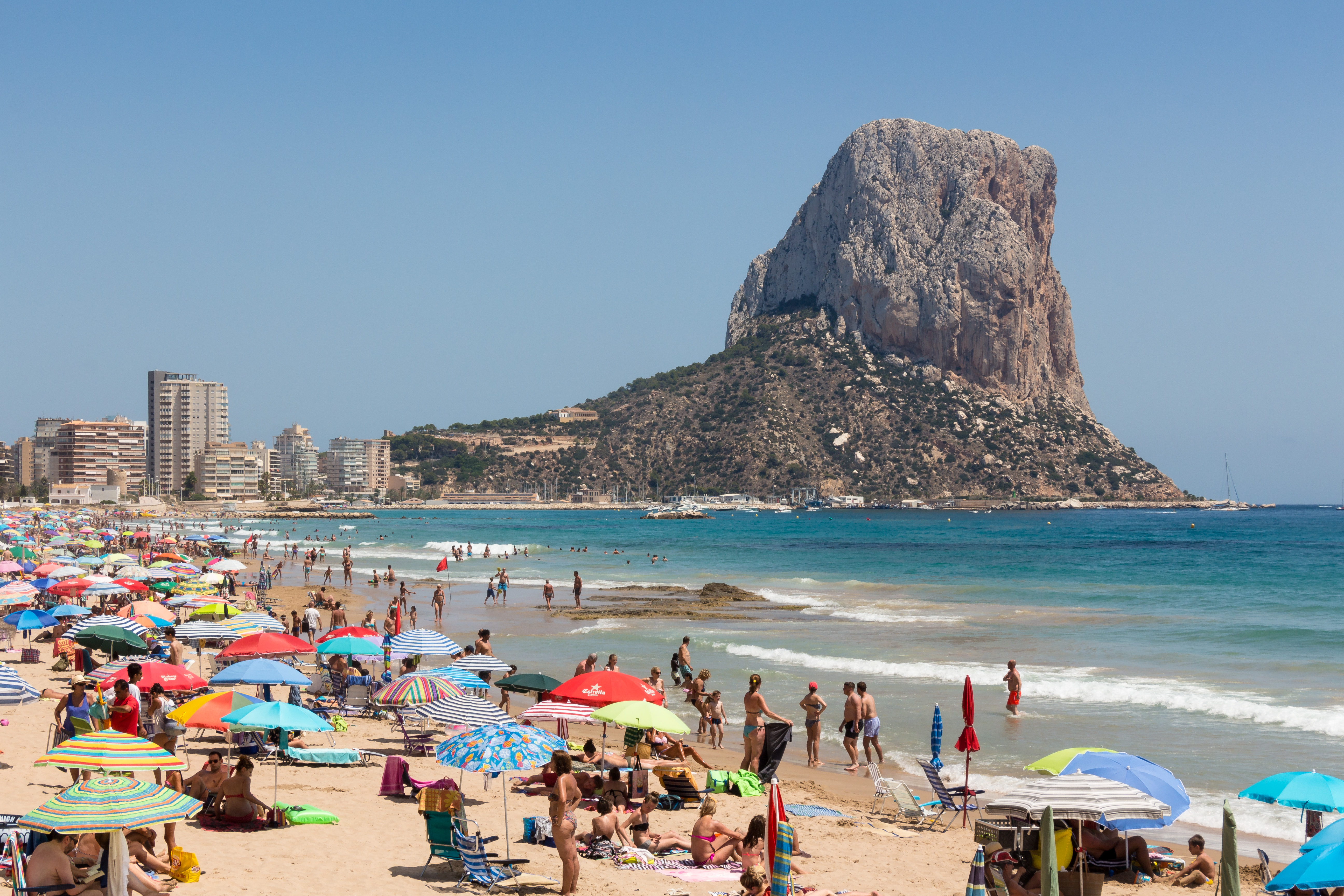
カルペのビーチと岩山
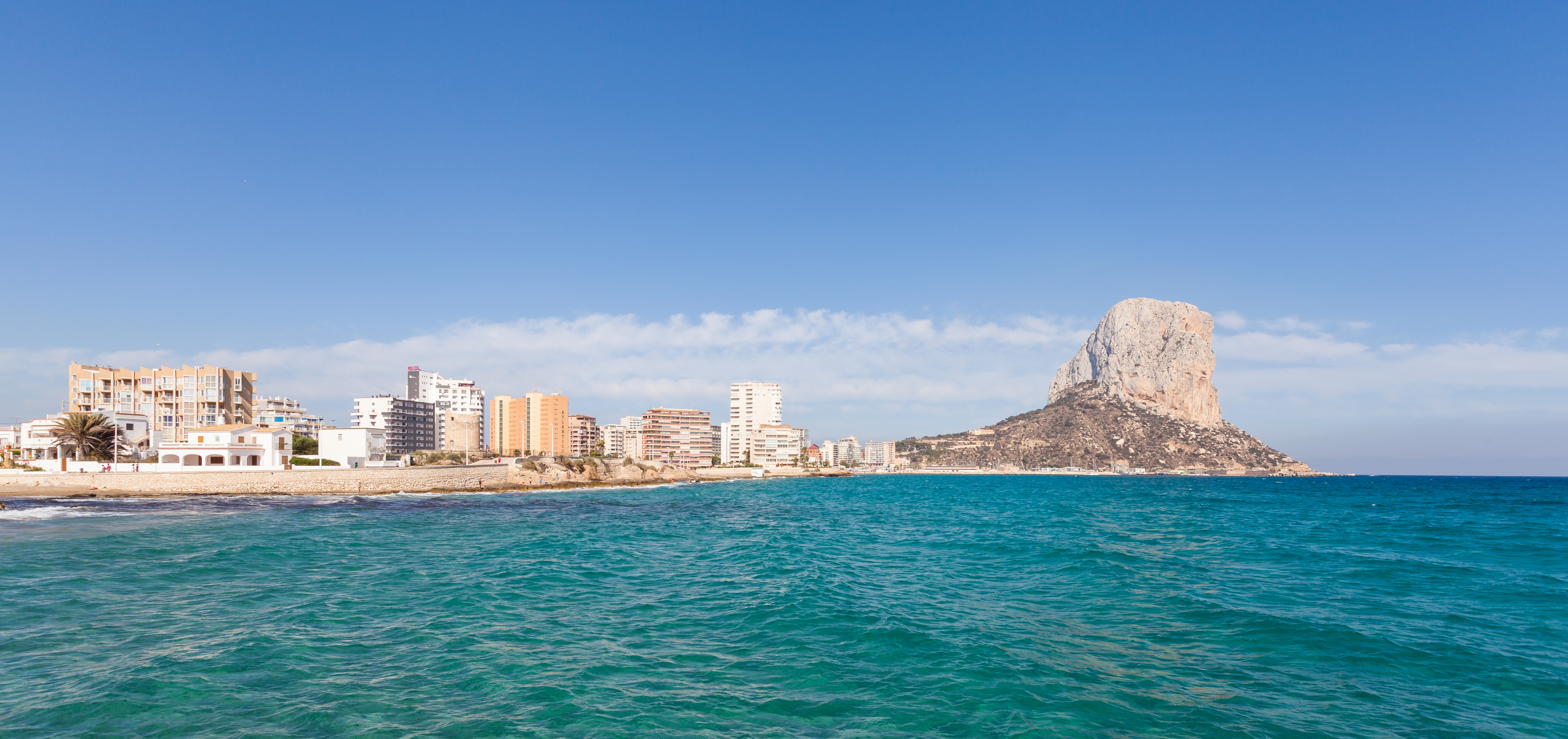
海上から見た岩山